# 久贺道郎
久贺道郎（1928年—1990年2月13日）是一位日本数学家。

## 生平
1928年出生于日本神奈川县横滨市，1961年获得东京大学博士学位，师从弥永昌吉。。1970年代担任石溪大学数学系教授。